# كريس هاريس (سياسي)
كريس هاريس (بالإنجليزية: Chris Harris)‏ هو محامي وسياسي أمريكي، ولد في 19 فبراير 1948 في باسادينا في الولايات المتحدة، وتوفي في 19 ديسمبر 2015 في فورت وورث في الولايات المتحدة. حزبياً، نشط في الحزب الجمهوري. وقد انتخب عضو مجلس نواب تكساس وانتخب عضو مجلس ولاية تكساس.